# Companys, procés a Catalunya
Companys, procés a Catalunya es una película dramática española de 1979 rodada en catalán y dirigida por Josep Maria Forn, estrenada el 23 de mayo de 1979. Basada en hechos reales, narra la historia de los últimos meses del presidente de la Generalitat de Catalunya Lluís Companys. Compitió en la sección Un Certain Regard en el Festival de Cannes.

## Argumento
La ocupación de las fuerzas nacionales de Cataluña obliga al presidente de la Generalitat de Cataluña Lluís Companys a exiliarse a Francia. Después de la invasión de Francia por las tropas nazis, la Gestapo entrega a Companys al Gobierno de Franco.

## Reparto
- Luis Iriondo - Lluís Companys
- Marta Angelat - Ángela
- Montserrat Carulla - Ramona Companys
- Xabier Elorriaga - Fortuny
- Pau Garsaball - Miquel
- Agustín González - Miembro del Tribunal
- Alfred Lucchetti - Juez instructor Ramón Puig de Ramón
- Marta May - Carmen Ballester, esposa de Lluís Companys
- Biel Moll - Urraca Pastor
- Ovidi Montllor - Jordi
- Conrado Tortosa 'Pipper' - García
- Rafael Anglada - Martí
- Francesc Jarque Zurbano - comisario en Madrid
- Carlos Lucena - presidente del Tribunal
- Carles Lloret - embajador español
- Jordi Serrat - capitán Colubí (abogado defensor)
- Jordi Torras - fiscal Enrique de Querol Duran
- Carles Velat - Joan
- César Ojinaga - Centinela

Y con la colaboración de:
- Josep Andreu i Abelló, Manuel Gas (como Ortega y Gasset), Joan Guasch (como Salvador Seguí, el Noi del Sucre), Sabin Izaguirre (como presidente Aguirre), Gonçal Medel (Unamuno), Bartomeu Olsina (en el papel de Franco), Ventura Oller (Pérez Madrigal), Ferran Repiso (Carrasco i Formiguera), Ernest Serrahima (Campalans), Lluís Torner (Francesc Layret) y Fernando Ulloa (en el papel de Manuel Azaña).